# Anne-Marie Jung
Pour les articles homonymes, voir Jung.
Anne-Marie Jung, née le 3 avril 1976 à Schiedam, est une actrice, doubleuse et chanteuse néerlandaise.

## Filmographie

### Cinéma et téléfilms
- 2004 : Haute Cuisine de Marleen Jonkman
- 2004 : Over Rozen de Remy van Heugten
- 2005-2006 : Ssshht…! de Joris vd Berg
- 2007-2008 : Rigor Mortis II de Jeffrey De Vore
- 2008 : Het echte leven de Robert-Jan Westdijk
- 2010 : The Palace de Ruud Satijn[2]
- 2014 : Kenau (nl) de Maarten Treurniet : Bertha[3]
- 2014 : Heart Street de Sanne Vogel : Date Daan[4]
- 2015 : Hallo bungalow (nl) de Anne de Clercq : Bibi[5]
- 2016 : Rokjesdag (nl) de Johan Nijenhuis : Chantal
- 2018 : Les Indestructibles 2 de Brad Bird

## Théâtre

### Pièces et comédies musicales
- 1988-1995 : Jeugdtheater Hofplein : Diverse rôle
- 1996 : De Bruiloft : Tonny
- 1999-2000 : Verdi e Morto
- 2000 : Tsjechov, de musical
- 2000-2001 : Little Shop of Horrors : Viola
- 2001-2002 : Foxtrot  : Betty en Rosie
- 2002-2003 : Nonsens : Huberta
- 2004-2005 : De Bifi's on tour : Bonita
- 2005 : De GVR : Lisette
- 2005 : Het betere werk : Annemarijke de Jong
- 2006 : Kick : Olga uit Odessa
- 2008 : Batte : Elfenvrouw Therese
- 2009 : Annie : Moeder, Janneke en meer
- 2009 : Ik hield van Hitler : Friendelind Wagner
- 2010 : Sunday in the Park with George : Madame Yvonne
- 2010-2011 : Petticoat! : Wilma en understudy mw. van Rooden
- 2011-2012 : Ja hoor... daar is ie weer! : Leading Lady, zichzelf en verschillende typetjes
- 2013-2014 : Maar je krijgt er wel heel veel voor terug
- 2014 : De Vaginamonologen
- 2014 : Het Grote Geluk : Martine